# أوليفر جونز
أوليفر جونز (بالإنجليزية: Oliver Jones) (و. 1934 – م) هو ملحن، وعازف بيانو، وعازف جاز، ومدرس موسيقى، وممثل، وعازف أرغن، من كندا، ولد في مونتريال.

## مناصب وهيئات
أدار جامعة مكغيل.

## جوائز وترشيحات
حصل على جوائز منها:
- Juno Award for Traditional Jazz Album of the Year [الإنجليزية]‏ (2009)
- Juno Award for Traditional Jazz Album of the Year [الإنجليزية]‏ (1986)
- ضابط وسام كندا
- النيشان الوطني لكيبيك من رتبة فارس.

ترشح لـ:
- Juno Award for Traditional Jazz Album of the Year [الإنجليزية]‏ (2012)
- Juno Award for Traditional Jazz Album of the Year [الإنجليزية]‏ (2010)
- Juno Award for Traditional Jazz Album of the Year [الإنجليزية]‏ (2009)
- Juno Award for Traditional Jazz Album of the Year [الإنجليزية]‏ (2008)
- Juno Award for Traditional Jazz Album of the Year [الإنجليزية]‏ (2003)
- Juno Award for Traditional Jazz Album of the Year [الإنجليزية]‏ (1998)
- Juno Award for Traditional Jazz Album of the Year [الإنجليزية]‏ (1996)
- Juno Award for Traditional Jazz Album of the Year [الإنجليزية]‏ (1994)
- Juno Award for Traditional Jazz Album of the Year [الإنجليزية]‏ (1986)
- Juno Award for Traditional Jazz Album of the Year [الإنجليزية]‏ (1985).

## وصلات خارجية
- أوليفر جونز على موقع IMDb (الإنجليزية)
- أوليفر جونز على موقع ميوزك برينز (الإنجليزية)
- أوليفر جونز على موقع إن إن دي بي (الإنجليزية)
- أوليفر جونز على موقع أول ميوزيك (الإنجليزية)
- أوليفر جونز على موقع ديسكوغز (الإنجليزية)